# Bokšić
Bokšić es una localidad de Croacia en el ejido del municipio de Đurđenovac, condado de Osijek-Baranya.

## Geografía
Se encuentra a una altitud de 99 m s. n. m. a 238 km de la capital nacional, Zagreb.

## Demografía
En el censo 2011 el total de población de la localidad fue de 433 habitantes.
| Gráfica de población de Bokšić 1857-2011                            |
|                                                                     |
| Según los censos de población de la oficina estadística de Croacia. |